# Lukiškės-Platz

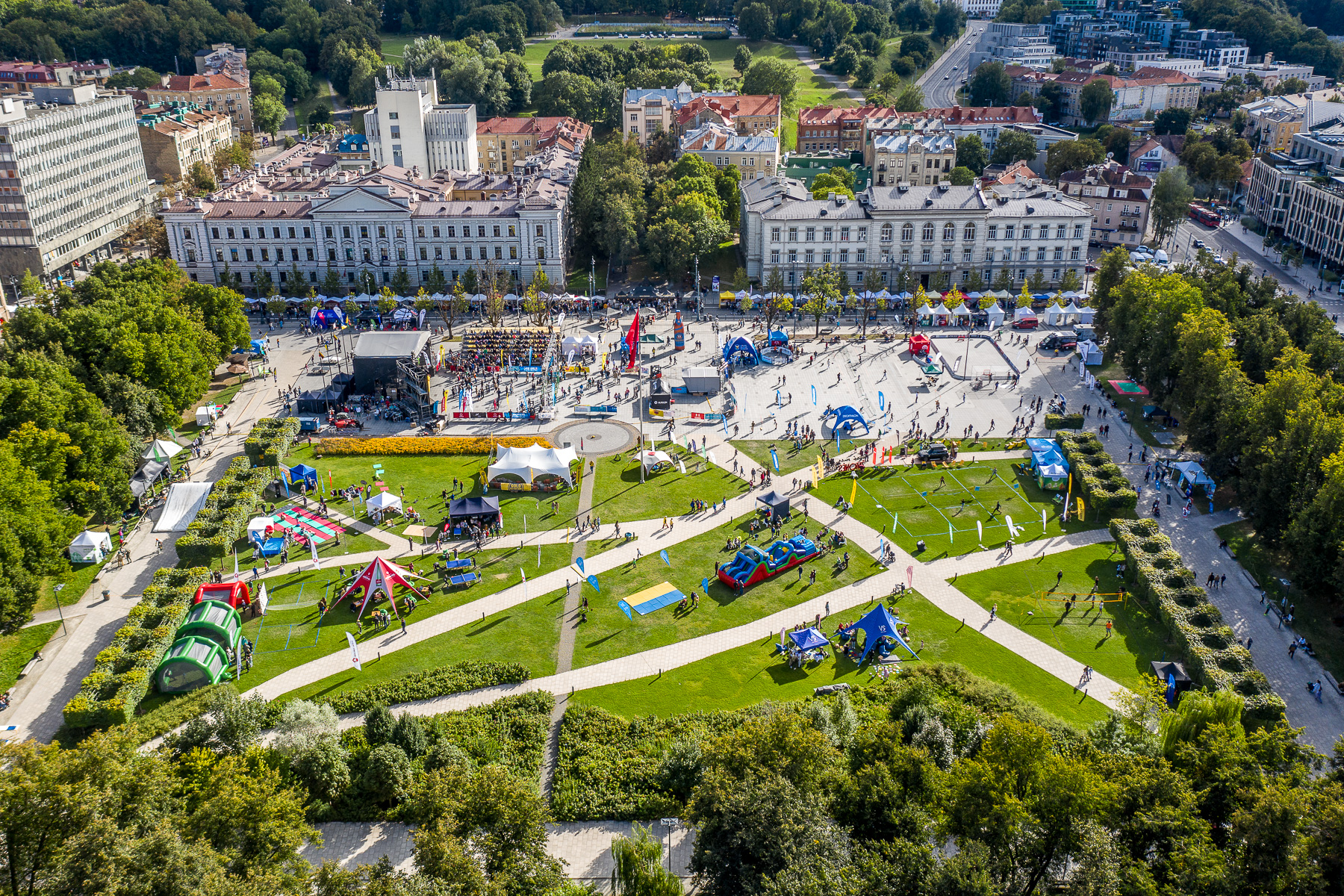

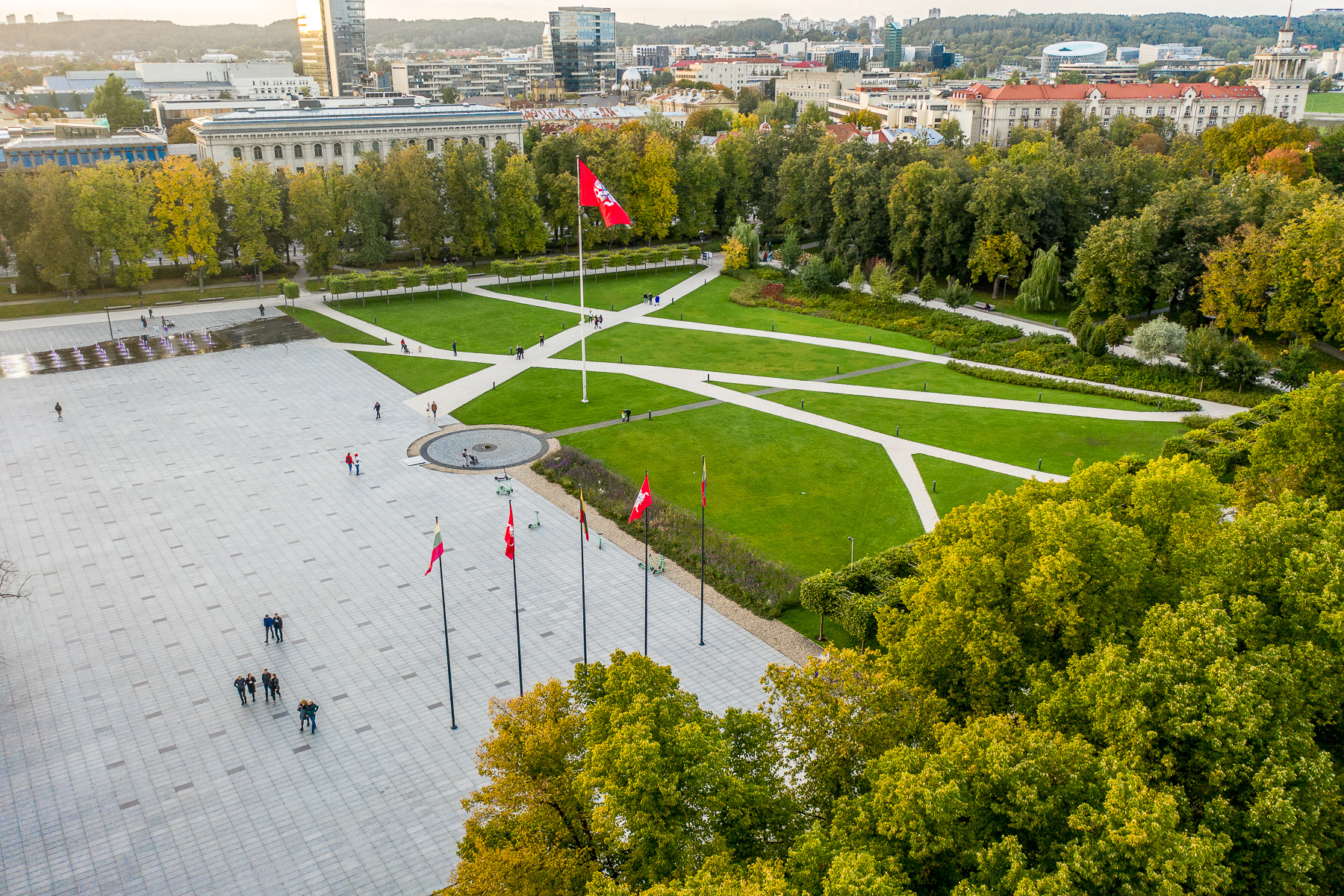

Der Lukiškės-Platz (litauisch Lukiškių aikštė) ist ein Platz im Zentrum der litauischen Hauptstadt Vilnius. Der Platz liegt zwischen den Straßen Vasario 16-osios ir J. Tumo Vaižganto im einstigen Vorort Lukiškės, nicht weit vom Lukiškių-Gefängnis.

## Geschichte

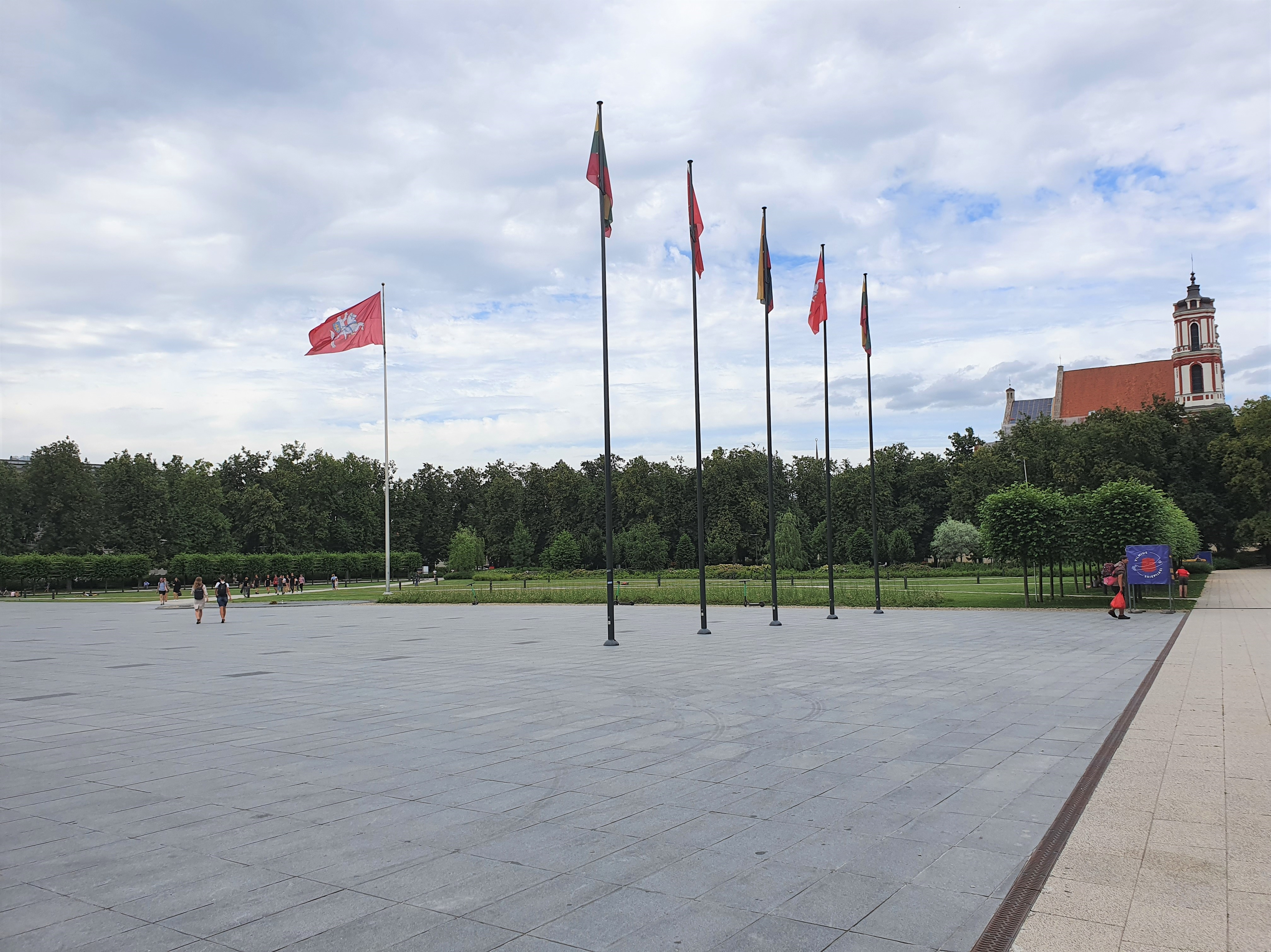
Lukiškės-Platz

Ende des 18. Jahrhunderts baute man die katholische Philipp-und-Jakob-Kirche, das Kloster und ein Krankenhaus. 1860 wurde das Territorium zum Marktplatz. Damals begann die Integration in die Stadt. 
Der Platz war eine Hinrichtungsstätte auf Befehl von Michail Nikolajewitsch Murawjow-Wilenski, Generalgouverneur von Wilna. 1920 legte man den Denkmalstein für die Opfer der Januaraufstands 1863. Im gleichen Jahr wurde er nach Józef Piłsudski (1867–1935), polnischer Marschall und Politiker, in der Sowjetokkupationszeit zum Sowjet- und danach zum Leninplatz umbenannt. 1991 entfernte man das Lenindenkmal.